# Nástrojářská
Nástrojářská je ulice v Hloubětíně na Praze 14, která má tvar neúplného písmene U. Začíná na křižovatce ulic Zelenečská a Slévačská a má slepé zakončení.
Nazvána je podle profese nástrojaře, který vyrábí nebo opravuje nástroje. Název patří do stejné skupiny jako Slévačská, Zámečnická a Soustružnická. Ulice vznikla a byla pojmenována v roce 1975, když se budovala Ubytovna pro pracovníky ČKD, pozdější Ubytovna Areál Hloubětín. Ulice tento areál obíhá na severu, na východě a částečně i na jihu, kde je ukončena. Pár metrů od ulice Slévačská je ulice uzavřena bránou, která je ochranným prvkem parkoviště.

## Budovy a instituce
- Ubytovna Areál Hloubětín, Slévačská 744/1